# Джэксонвилл Айсмен
«Джэксонвилл Айсмен» (англ. Jacksonville Icemen) — профессиональная хоккейная команда, выступающая в Южном дивизионе Восточной конференции ECHL, начавшая играть в сезоне 2017–18. Базируется в городе Джэксонвилл, штат Флорида, США. Свои домашние матчи проводит на «ВайСтар Ветеранс Мемориал-арене». В настоящее время команда связана с «Баффало Сейбрз» из НХЛ и «Рочестер Американс» из АХЛ.

## История
С 1992 по 2008 год «Айсмен» были известны как «Маскигон Фьюри», с 2008 по 2010 год — «Маскигон Ламберджэкс», а с 2010 по 2016 год — «Эвансвилл Айсмен».
В январе 2017 года владелец «Эвансвилл Айсмен» Рон Гири продал часть франшизы группе владельцев из Джэксонвилла. 8 февраля 2017 года переезд был одобрен ECHL.